# Dessins moghols de Rembrandt
À la fin de sa carrière, dans les années 1650, Rembrandt a créé des dessins inspirés des miniatures mogholes indiennes, qui sont un exemple de la seule fois où l'artiste s'est lancé dans l'art d'une « culture radicalement étrangère ». Les dessins représentent des empereurs moghols, des nobles, des courtisans, et parfois des femmes et des gens du peuple. Ils ont été exécutés sur du papier japonais coûteux, et seuls 23 dessins subsistent aujourd'hui.
Le début des années 1600 a vu une croissance du commerce entre l'Inde moghole et la Compagnie néerlandaise des Indes orientales, et de nombreux artistes, dont Rembrandt, ont été exposés pour la première fois à des objets et des œuvres d'art indiens. Les dessins moghols de Rembrandt sont le résultat de cet échange culturel dû au commerce mondial.
Les dessins ne sont pas strictement des copies de peintures mogholes, et on ne sait pas s'ils étaient destinés à un usage personnel ou s'il s'agissait de commandes. Cette entreprise a été interprétée comme une façon pour Rembrandt de se réinventer en tant qu'artiste à un moment où sa carrière était au plus bas, lorsqu'il a été confronté à la faillite. En 2005, Marian Bisanz-Prakken de l'Albertina a écrit : « On suppose que l'examen créatif des miniatures mogholes par Rembrandt a pu exercer une certaine influence sur le style de plume et de lavis de ses dessins tardifs ».

## Contexte historique

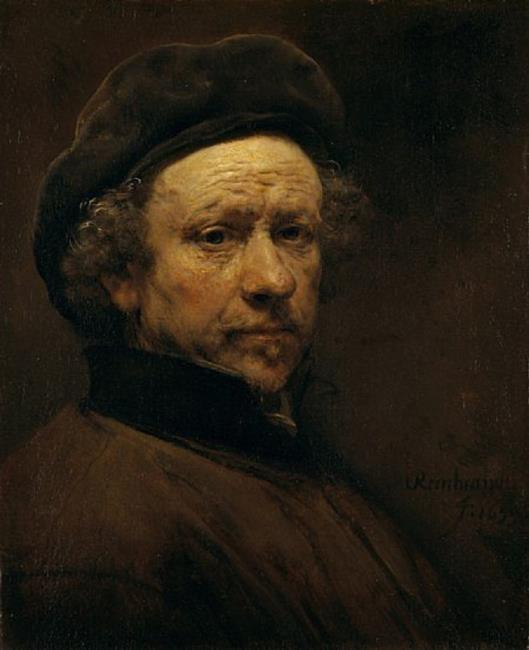
Rembrandt en 1657. Autoportrait à 51 ans, Galerie nationale d'Écosse, Édimbourg.

Après la création de la Compagnie néerlandaise des Indes orientales en 1602, Amsterdam a connu la croissance d'un marché international où des marchandises du monde entier étaient échangées. Rembrandt a bénéficié de cette exposition mondiale qui lui a permis d'acheter « des dessins et des estampes des principaux maîtres du monde entier ». Son inventaire comprenait des objets chinois, turcs et indiens moghols. Ces derniers lui ont inspiré ses dessins moghols à la fin de sa carrière, qui ont marqué un changement significatif par rapport à son style et à ses sujets habituels,.
En 1656, après la faillite de Rembrandt, un inventaire de ses biens montre qu'il possède un album de « curieux dessins de miniatures », qui seraient des miniatures mogholes indiennes. Stephanie Schrader, commissaire de l'exposition Rembrandt and the Inspiration of India au J. Paul Getty Museum en 2018, qui a beaucoup étudié ces dessins, déclare que la création de ces dessins par Rembrandt à ce moment de sa carrière pourrait être un moyen pour lui de se rétablir en tant qu'artiste conscient des styles internationaux dominants.
Le premier document public provient d'un catalogue de vente de Jonathan Richardson datant de 1747 qui indique « Un livre de dessins indiens, de Rembrandt, au nombre de 25 ». On pense que Rembrandt a réalisé de nombreux dessins d'après des peintures et des miniatures indiennes contemporaines, mais seuls 23 survivent aujourd'hui. Les sources exactes de ces dessins ne sont pas connues. Il n'est pas non plus possible de vérifier si ces dessins ont été commandés ou s'ils étaient destinés à un usage personnel.

## Style et technique
Les dessins de Rembrandt n'étaient pas de strictes imitations des œuvres mogholes. Bien que les miniatures indiennes aient été exécutées dans des couleurs riches, les dessins de Rembrandt adoptent une approche plus modérée, se concentrant davantage sur la forme des figures et leurs traits de visage et vêtements qui lui semblent exotiques. Il a également introduit la perspective et le clair-obscur — un concept dont Rembrandt était le spécialiste —, éléments que l'on ne trouve pas dans les miniatures mogholes. Contrairement aux miniatures, qui étaient souvent de profil, les dessins transmettent un sentiment de mouvement et rendent apparente la répartition du poids du corps.
Si la plupart des dessins représentent des membres de la famille royale ou des nobles indiens, quelques-uns représentent des gens du commun ou des femmes. Tous les dessins sont réalisés sur du papier japonais, qui a été importé par la Compagnie néerlandaise des Indes orientales et très apprécié. L'utilisation par Rembrandt d'un papier coûteux a été interprétée comme une prise de conscience de la valeur du sujet.

## Liste des 23 dessins existants
Informations tirées du catalogue de l'exposition Rembrandt and the Inspiration of India (2018).
| N° | Image                                         | Titre                                                     | Année        | Technique | Dimensions     | Conservation                                        |
| -- | --------------------------------------------- | --------------------------------------------------------- | ------------ | --- | -------------- | --------------------------------------------------- |
| 1  |                                               | L'Empereur Akbar et son fils Sâlim en apothéose           | c. 1656      | Plume et encre brune, lavis brun et gouache blanche sur papier japon. | 21,2 × 17,4 cm | Musée Boijmans Van Beuningen, Rotterdam, Pays-Bas   |
| 2  |                                               | Noble moghol à cheval                                     | c. 1656-1661 | Plume et encre brune, lavis brun et gris, touches de sanguine, rehaussage de blanc, parties grattées, sur papier japon ; lance dessinée avec une règle.                                        | 20,5 × 17,7 cm | British Museum, Londres, Angleterre                 |
| 3  |                                               | Noble deccan debout                                       | c. 1656-1661 | Plume et encre brune avec lavis gris et brun, parties grattées, sur papier japon préparé au lavis brun pâle.                                                                                   | 19,6 × 15,8 cm | British Museum, Londres, Angleterre                 |
| 4  |                                               | Portrait en médaillon de Muhammad Adil Shah of Bijapur    | c. 1656-1661 | Plume et encre brune, lavis brun sur papier japon. | 9,7 × 7,6 cm   | Musée des Beaux-Arts de San Francisco, États-Unis   |
| 5  |                                               | Noble moghol debout (Prince Daniyal)                      | c. 1656-1661 | Plume et encre brune avec lavis gris et brun, touches de sanguine (sur le turban) et rehaussage de blanc, sur papier japon.                                                                    | 18,4 × 11,2 cm | British Museum, Londres, Angleterre                 |
| 6  |                                               | Quatre mollahs assis sous un arbre                        | c. 1656-1661 | Plume et encre brune avec lavis brun et gris, touches de blanc, parties grattées, sur papier japon préparé au lavis brun pâle.                                                                 | 19,4 × 12,4 cm | British Museum, Londres, Angleterre                 |
| 7  |                                               | Archer indien                                             | c. 1656-1658 | Plume et encre brune avec lavis brun, gris, brun clair et blanc opaque, sur papier japon préparé au lavis brun clair ; ajouts ultérieurs de plume avec encre brune ; contours à l'encre grise. | 18,8 × 13,1 cm | Rijksmuseum Amsterdam, Pays-Bas                     |
| 8  |                                               | Dirigeant indien (Shah Shuja')                            | c. 1656-1661 | Encre brune et lavis brun sur papier japon préparé au lavis brun clair. | 23 × 18 cm     | Albertina, Vienne, Autriche                         |
| 9  |                                               | Guerrier indien avec un bouclier                          | c. 1654-1656 | Plume et encre brune et lavis, correction au blanc de Meudon et grattage, sur papier japon. | 17,8 × 10 cm   | Morgan Library and Museum, New York, États-Unis     |
| 10 |                                               | Portrait d'Aurangzeb                                      | c. 1655      | Entre brune, lavis brun, craie noire et aquarelle blanche, sur papier japon ; ajouts ultérieurs de lavis gris et grattage, contours à l'encre brune.                                           | 18 × 7,3 cm    | Musées d'art de Harvard, Cambridge, États-Unis      |
| 11 |                                               | Portrait de Jahângîr                                      | c. 1656-1658 | Plume et encre brune, avec lavis brun, rose et gris, sur papier japon préparé au lavis brun clair ; contours à l'encre brune.                                                                  | 18,3 × 12,0 cm | Rijksmuseum Amsterdam, Pays-Bas                     |
| 12 |                                               | Portrait de Shâh Jahân                                    | c. 1656-1668 | Plume et encre brune, lavis brun et blanc, sur papier japon préparé au lavis brun clair. | 6,9 × 7,1 cm   | Rijksmuseum Amsterdam, Pays-Bas                     |
| 13 |                                               | Dame indienne                                             | c. 1656      | Plume et encre brune sur papier. | 7,9 × 7,2 cm   | Musée Boijmans Van Beuningen, Rotterdam, Pays-Bas   |
| 14 |                                               | Shâh Jahân et Dârâ Shikôh                                 | c. 1656-1661 | Encre brune et lavis gris, grattage, sur papier japon préparé au lavis brun pâle. | 21,3 × 17,8 cm | J. Paul Getty Museum, Los Angeles, États-Unis       |
| 15 |                                               | Shâh Jahân et son fils Jahângîr                           | c. 1656-1658 | Plume et encre brune avec lavis brun, sur papier japon préparé au lavis brun clair. | 9,4 × 8,6 cm   | Rijksmuseum Amsterdam, Pays-Bas                     |
| 16 |                                               | Shâh Jahân                                                | c. 1656-1661 | Plume et encre brune, pinceau et lavis brun. | 22,5 × 17,1 cm | Cleveland Museum of Art, Cleveland, États-Unis      |
| 17 |                                               | Shâh Jahân, debout avec une fleur et une épée             | c. 1656-1661 | Plume et encre brune avec lavis brun sur papier japon. | 17,8 × 10,1 cm | Fondation Custodia, Paris, France                   |
| 18 |                                               | Deux nobles indiens                                       | c. 1654-1656 | Plume et encre brune et lavis, avec sanguine, aquarelle jaune et blanche, craie noire et grattage sur papier japon.                                                                            | 19,1 × 23,4 cm | Morgan Library and Museum, New York, États-Unis     |
| 19 |                                               | Deux nobles moghols (Shâh Jahân et Dârâ Shikôh)           | c. 1656-1661 | Plume et encre brune avec lavis brun et gris, touches de blanc et grattage, sur papier japon préparé au lavis brun pâle.                                                                       | 17,2 × 21,4 cm | British Museum, Londres, Angleterre                 |
| 20 | (Image conservée dans une collection privée.) | Deux têtes de femme d'après une peinture indienne         | c. 1656-1661 | Encre brune et lavis brun sur papier japon. | 6,8 × 9,4 cm   | Coll. priv. Nicolas Joly Art Conseil, Paris, France |
| 21 |                                               | Empereur Jahāngīr recevant un officier                    | c. 1656-1661 | Plume et encre brune, avec lavis brun et gris, touches de blanc, sur papier japon. | 21 × 18,4 cm   | British Museum, Londres, Angleterre                 |
| 22 |                                               | L’Empereur Timour sur un trône entouré de ses descendants | c. 1656-1661 | Plume et encre sur papier japon. | 18,6 × 18,7 cm | Musée du Louvre, Paris, France                      |